# The Humans
The Humans — румунський гурт з Бухареста, до складу якого входять вокаліста Крістіна Карамарку, гітарист Александру Чісмару, клавішник Александру Матей, бас-гітарист Алін Нягоє та барабанщик Аді Тетраде. Представник Румунії на пісенному конкурсі Євробачення 2018 з піснею «Goodbye».

## Дискографія

### Сингли
- «Îndură inima» (2017)
- «Goodbye» (2018)
- «Binele meu» (2018)